# Karalność form popełnienia przestępstwa
Karalność form popełnienia przestępstwa – w polskim Kodeksie karnym z 1997 roku w różny sposób uregulowano kwestię karania formy popełnienia przestępstwa.

## Formy stadialne

### Usiłowanie
- Kara w granicach zagrożenia przewidzianego za sprawstwo: usiłowanie udolne.
- Fakultatywne nadzwyczajne złagodzenie kary: usiłowanie nieudolne; dobrowolne staranie się, aby zapobiec skutkowi stanowiącemu znamię czynu zabronionego.
- Niekaralne: dobrowolne odstąpienie od dokonania lub zapobiegnięcie skutkowi stanowiącemu znamię czynu zabronionego.

Przy usiłowaniu nieudolnym istnieje możliwość odstąpienia od wymierzenia kary przez sąd.

### Przygotowanie
- Jest karalne tylko wtedy, gdy ustawa tak stanowi.
- Niekaralne: dobrowolne odstąpienie, w szczególności zniszczenie przygotowanych środków lub zapobieżenie skorzystaniu z nich w przyszłości, podjęcie istotnych starań zmierzających do zapobieżenia dokonaniu w wypadku porozumienia z inną osobą.

## Formy sprawcze

### Sprawstwo pojedyncze
- Nadzwyczajne złagodzenie kary pod warunkami wymienionymi w art. 60 k.k.
- Fakultatywnie niekaralne: w wypadkach wymienionych w art. 25-31 i 61 k.k.

### Współsprawstwo
Współsprawstwo zachodzi kiedy co najmniej 2 osoby w porozumieniu powodują czyn zabroniony a) współsprawstwo właściwe, b) z podziałem na role.

### Sprawstwo kierownicze
- Nadzwyczajne złagodzenie kary: pod warunkami wymienionymi w art. 60 k.k. w związku z 18 § 1 k.k.
- Fakultatywne złagodzenie kary: gdy okoliczność osobista go nie dotyczyła; sprawca dobrowolnie starał się zapobiec dokonaniu czynu.
- Niekaralne: sprawca dobrowolnie zapobiegł dokonaniu czynu zabronionego.
- Fakultatywnie niekaralne: w wypadkach wymienionych w art. 25-31 i 61 k.k.

### Sprawstwo polecające
- Nadzwyczajne złagodzenie kary: pod warunkami wymienionymi w art. 60 k.k. w związku z 18 § 1 k.k.
- Fakultatywne złagodzenie kary: gdy okoliczność osobista go nie dotyczyła; sprawca dobrowolnie starał się zapobiec dokonaniu czynu.
- Niekaralne: sprawca dobrowolnie zapobiegł dokonaniu czynu zabronionego.
- Fakultatywnie niekaralne: w wypadkach wymienionych w art. 25-31 i 61 k.k.

## Formy zjawiskowe

### Podżeganie
- Nadzwyczajne złagodzenie kary: pod warunkami wymienionymi w art. 60 w zw. z 18 § 1 k.k.
- Fakultatywne złagodzenie kary: gdy okoliczność osobista go nie dotyczyła; czynu zabronionego nie usiłowano dokonać; sprawca dobrowolnie starał się zapobiec dokonaniu czynu zabronionego.
- Niekaralne: sprawca dobrowolnie zapobiegł dokonaniu czynu zabronionego.
- Fakultatywnie niekaralne: w wypadkach wymienionych w art. 25-31 i 61 k.k.

Sąd może odstąpić od wymierzenia kary, jeżeli czynu zabronionego nie usiłowano dokonać.

### Pomocnictwo
- Karalne w zagrożeniach przewidziane za sprawstwo.
- Jeżeli czynu zabronionego usiłowano dokonać, pomocnik odpowiada jak za usiłowanie.
- Nadzwyczajne złagodzenie kary: pod warunkami wymienionymi w art. 60 w zw. z 18 § 3 k.k.; gdy czynu zabronionego nie usiłowano dokonać.
- Fakultatywne nadzwyczajne złagodzenie kary: sąd wymierzając karę za pomocnictwo może złagodzić karę; gdy okoliczność osobista współdziałającego nie dotyczyła, sprawca dobrowolnie starał się zapobiec dokonaniu czynu zabronionego.
- Niekaralne: sprawca dobrowolnie zapobiegł dokonaniu czynu zabronionego.
- Fakultatywnie niekaralne: w wypadkach wymienionych w art. 25-31 oraz 61 k.k.

Gdy czynu zabronionego nie usiłowano dokonać, sąd może odstąpić od wymierzenia kary.

## Prowokacja
- Prowokator odpowiada jak za podżeganie.